# مصر (أوهايو)
مصر (أوهايو) هي مجتمع غير مدمج في غرب مدينة جاكسون، مقاطعة أوغلايز، أوهايو، الولايات المتحدة. يقع عند 40°23′8″N 84°25′59″W / 40.38556°N 84.43306°W (40.3856031، -84.4330070)، يقع المجتمع على ارتفاع 971 قدمًا (296 م)، ما يقرب من 2 ميل (3.2 كم) غرب قرية مينستر.
كان أول مستوطنين في مصر كودي وجيك من أوهايو. في السنوات الأولى للمجتمع، كان السفر في المنطقة المجاورة صعبًا للغاية بسبب وطأة المستنقع الأسود العظيم. قدم اسم «مصر» من قبل أحد الرواد الأوائل.